# Sphinctomyrmex taylori
Sphinctomyrmex taylori är en myrart som beskrevs av Auguste-Henri Forel 1900. Sphinctomyrmex taylori ingår i släktet Sphinctomyrmex och familjen myror. Inga underarter finns listade i Catalogue of Life.